# Laubieriopsis hartmanae
Laubieriopsis hartmanae är en ringmaskart som först beskrevs av Levenstein 1970.  Laubieriopsis hartmanae ingår i släktet Laubieriopsis och familjen Fauveliopsidae. Inga underarter finns listade i Catalogue of Life.